# Krausz Lajos
Megyeri Krausz Lajos (Pest, 1844. szeptember 11. – Budapest, 1905. április 12.) gyáros, földbirtokos, országgyűlés képviselő.

## Élete
Krausz Lajos 1870-ben vette át apja, 
Krausz Mayer szeszgyárának vezetését. 1887-től a Gizella Gőzmalom (Krausz-Mayer és fia) vállalkozását vezette személyesen. Az Országos Iparegyesület szakosztályi elnöke és igazgatósági tagja. A Kereskedelmi és Iparkamarának levelező tagja, valamint a pesti Lloyd Társaság és a Magyar Kereskedelmi Csarnok vezetői közé tartozott. A Gizella Gőzmalom mintamalommá fejlesztéséért Magyar Fővárosi Malomegyesületben alelnök, majd elnök tisztét is vitte. Édesapjával együtt 1882. szeptember 3-án nemességet nyertek, Megyeri előnévvel.
Képviselőként először a szentendrei, majd a dunaszerdahelyi (1884–1887), végül a bodajki (1892–1896) kerületet képviselte. A politikai életből való visszavonulás után lótenyésztésbe fogott és lovai számos versenyen sikeresen szerepeltek. Végrendeletében egy millió koronát hagyott jótékonysági célokra, félmilliót az elszegényedett, munkaképtelen kereskedők menházára, háromszázezret az izraelita hitközségnek, illetve a magyar írók segélyegyletének, az újságírók egyesülete segélyalapjának, többek mellett.

## Halála, mauzóleuma

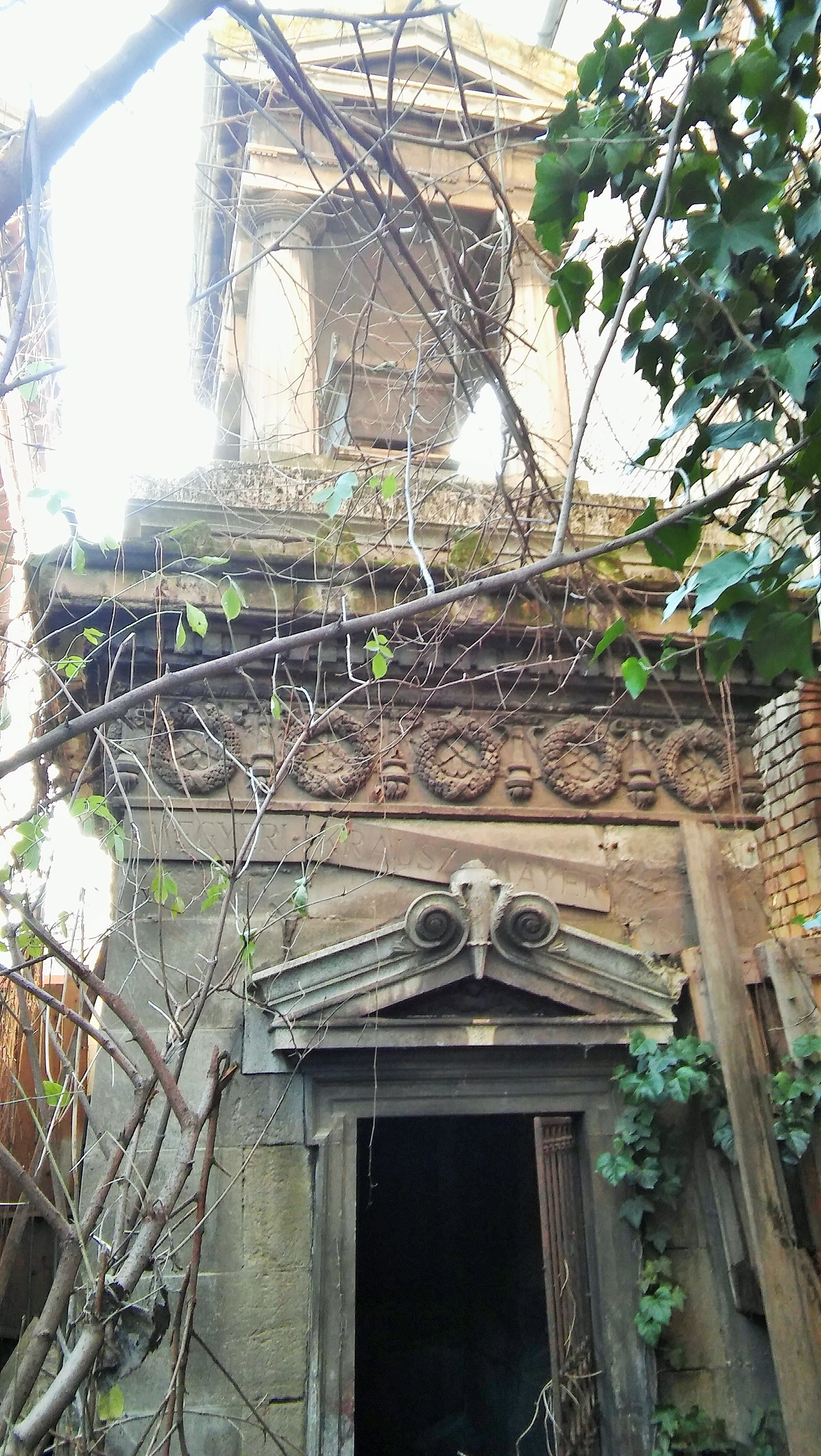
Mauzóleuma a Salgótarjáni utcai zsidó temetőben

Krausz Lajos 1905-ben hunyt el 61 éves korában Budapesten. A Salgótarjáni utcai zsidó temetőben helyezték nyugalomra az édesapjának Kauser József által tervezett mauzóleumba. Sírfelirata a következő:
„Minden közhasznut, szépet s jót felkaroló ernyedetlen tevékenysége, valamint nagyszabású alapítványai maradandó áldást fűznek emlékéhez.”
A síremlék napjaiban rendkívül romos állapotban van.